# Протоплазма
Протоплазма (від прото… та грецьк. plasma — виліплене, оформлене) (жива речовина), вміст живої клітини — її цитоплазма та ядро. Термін «протоплазма» був введений в 1839 Я. Пуркіне та широко використовувався в XIX — XX ст., в сучасній же літературі не використовується.